# Maria van Oosterwijk

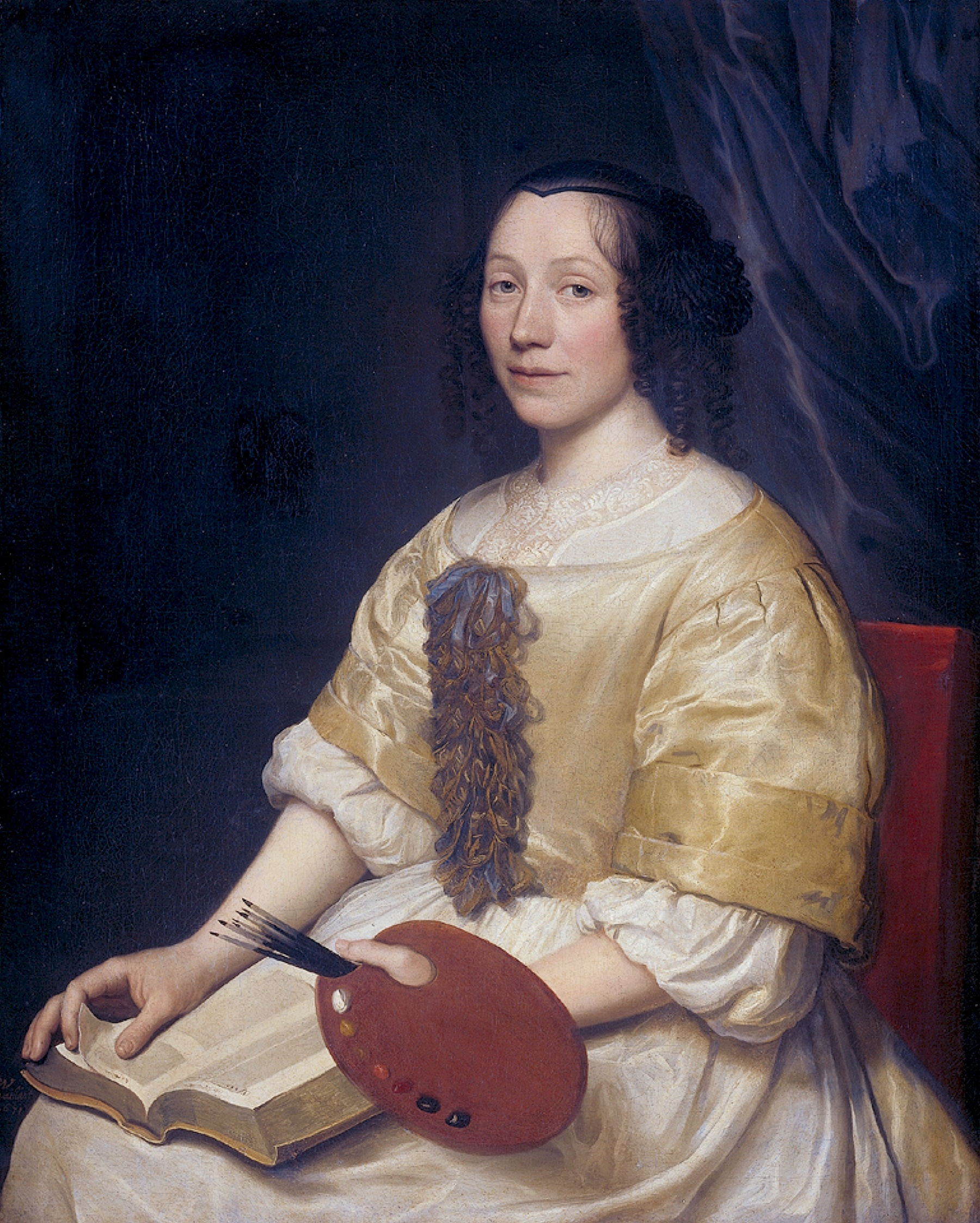
Maria van Oosterwijk gemalt 1671 von Kollege Wallerant Vaillant (1623–1677)

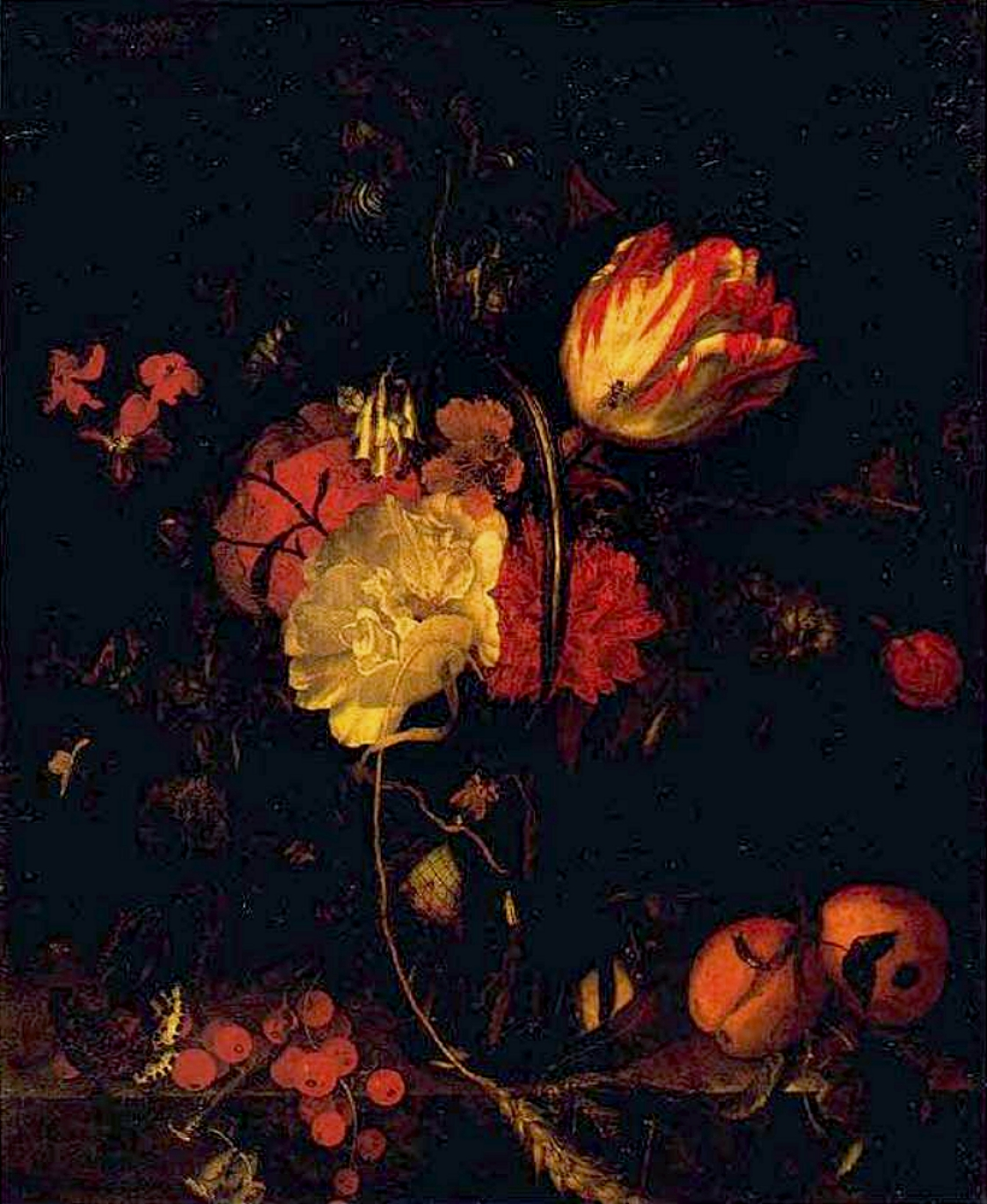
Maria van Oosterwijk – Blumen und Früchte, 1670er Jahre

Maria van Oosterwijk, auch Oosterwyck und Oosterwijck (* 27. August 1630 in Nootdorp; † 12. November 1693 in Uitdam) war eine niederländische Barockmalerin.

## Leben
Sie wurde 1630 als Tochter des seit 1623 tätigen protestantischen Pfarrers Jacobus van Oosterwjik (1597–1674) und der Adriana Lambrechts van Linschoten (1600–1636) in Nootdorp bei Delft geboren. Ihre Eltern kamen beide aus Delft. Sie war das dritte von vier Kindern, wobei eines bereits früh verstarb. Somit wuchs sie nur mit ihrer Schwester Geertruyt und ihrem Bruder Lambert auf. Als ihre Mutter starb, zog die Familie nach Voorburg, wo ihr Vater ortsansässiger Pfarrer wurde.
Bereits in ihrer Kindheit erkannte ihr Vater die besondere Begabung seiner Tochter und schickte sie dem Stilllebenmaler Jan Davidsz. de Heem (1606–1684) in die Lehre, dessen Kunst einen außergewöhnlichen Einfluss auf sie nahm. Die talentierte Schülerin eiferte ihm rasch nach und widmete sich schließlich auch dem Stillleben, insbesondere Blumenstücken. Als ihr Bruder Lambert 1658 nach Leiden umzog, um Theologie zu studieren, begleitete sie ihn – höchstwahrscheinlich, weil die meisten aus ihrer Familie dort wohnten. Maria van Oosterwijks Schwester war dort mit dem Witwer Johan van Assendelft verheiratet und der Stadthistoriker von Leiden, Jan Janszoon Orlers, war ihr Onkel. Damit ergaben sich nun auch gute Kontakte zu anderen Malern. Ab Mai 1660 blieb sie für etwa drei Jahre in Utrecht.
Mitte 1666 zog sie nach Amsterdam. Sie lernte dort bei dem Stilllebenmaler Willem van Aelst. Über ihn erlangte sie erstmals internationale Bekanntheit. Am 28. Dezember 1667 erwähnte der Großherzog der Toskana Cosimo III., dass ihre Stillleben mindestens so gut währen wie die van Aelsts. Zu dieser Zeit kam auch die Malerin Geertje Pieters (1665–1735) zur Weiterbildung in das Atelier hinzu. Mit ihr freundete sie sich an. Van Oosterwijk konzentrierte sich von da an ganz auf die Malerei von Blumen und Früchten und verkaufte die Bilder zu guten Preisen.
Im Jahr 1689 zog sie sich schließlich aus dem Malereigewerbe zurück. Zu etwa dieser Zeit malte Michiel van Musscher ein Porträt der Künstlerin Porträtallegorie der Malerin Maria van Oosterwijk, das von ihrer herausragenden Stellung im Genre der Blumenmalerei zeugt. Ein von oben herabschwebender Genius krönt die elegant gekleidete Malerin mit einem Lorbeerkranz. An einer Satinschärpe hängt die Porträtmedaille eines Auftraggebers. Das Gemälde hängt im North Carolina Museum of Art in Raleigh, USA.
Nachdem sie einen Großteil ihrer Kunstwerke verkauft hatte, zog Maria van Oosterwijck 1690 in das Haus ihres Neffen, Jacobus van Assendelft, der Sohn ihrer Schwester Geertruyt und seit 1688 Pfarrer in Uitdam. Dort verstarb sie 1693. Maria van Oosterwijk wurde auf dem Friedhof von Uitdam beigesetzt.

## Popularität und Werke

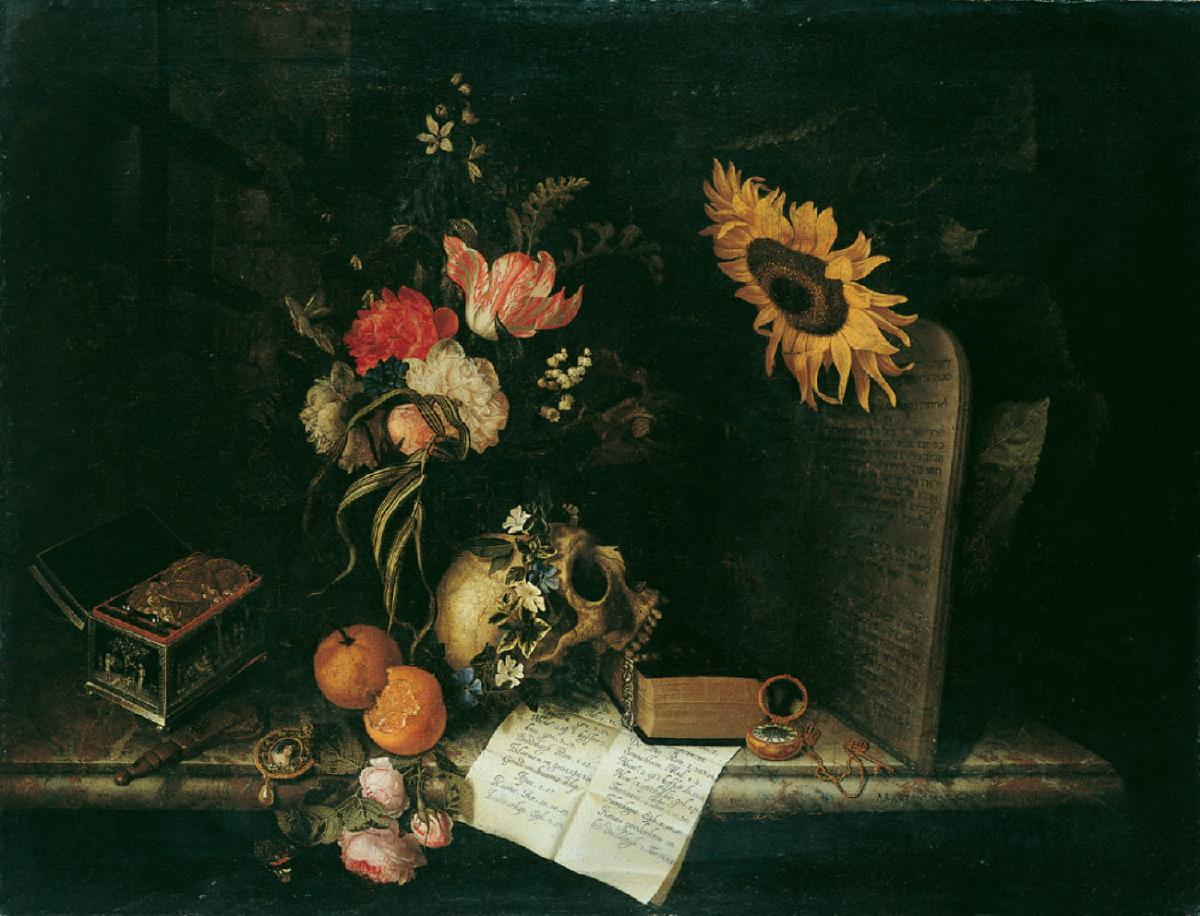
Vanitas-Stillleben

Laut einer 1720 herausgegebenen Biografie habe sie sehr langsam gemalt und nur wenig produziert, woraus sich schließen lässt, dass nur zwei Dutzend ihrer Kunstwerke erhalten sind. Mit über hundert Gulden pro Bild gehörte sie zu den bestverdienenden holländischen Malerinnen ihrer Zeit. Allen voran bei den europäischen Fürsten erlangte sie große Anerkennung. So malte sie unter anderem für Kaiser Leopold I., König Ludwig XIV., den König Jan Sobieski von Polen und für den Statthalter der Niederlande. Wie viele ihrer Zeitgenossinnen wurde auch sie nicht in die Lukasgilde aufgenommen. Ihre Bilder findet man in den großen Museen der Welt, in Dresden, Wien, Prag, Florenz, Leningrad, USA und in der Sammlung der Königin von England.
Ein Vanitas-Stillleben von Maria van Oosterwijk erzielte bei einer Auktion im Frühjahr 2005 einen Preis von 262.000 Euro.